# 澳洲社會科學院
澳洲社會科學院（英語：Academy of the Social Sciences in Australia，縮寫：ASSA），創立於1971年，目前約有500名院士。
院區座落在澳洲首都特區坎培拉的澳洲國立大學（ANU）校園內。